# Philodromus archettii
Philodromus archettii là một loài nhện trong họ Philodromidae.
Loài này thuộc chi Philodromus. Philodromus archettii được Lodovico di Caporiacco miêu tả năm 1941.